# Rougemont-le-Château
Rougemont-le-Château (deutsch früher Rothenburg, Rottenburg oder auch Rotenberg) ist eine französische Gemeinde im Département Territoire de Belfort in der Region Bourgogne-Franche-Comté und zum Kanton Giromagny im Arrondissement Belfort.

## Geographie
Rougemont-le-Château liegt auf 446 m Meereshöhe, etwa 14 Kilometer nordöstlich der Stadt Belfort (Luftlinie). Das Dorf erstreckt sich am Nordrand der Burgundischen Pforte, auf dem Plateau am Südfuß der Vogesen, am Fuß der Montagne des Boulles und am Ruisseau de Saint-Nicolas. Es liegt im Regionalen Naturpark Ballons des Vosges.
Die Fläche des 16,64 km² großen Gemeindegebiets umfasst einen Abschnitt im Bereich der Südvogesen. Der südöstliche Teil des Gebietes wird vom Plateau am Vogesenfuß eingenommen, das durchschnittlich auf 440 m liegt. Ansonsten ist das Gebiet stark reliefiert und reicht in die dicht bewaldete Mittelgebirgslandschaft der Vogesen hinein. Wichtigstes Fließgewässer ist der Ruisseau de Saint-Nicolas, dessen Quellgebiet sich am Südhang des Baerenkopfs befindet. Er erhält aus verschiedenen kurzen Seitentälern und Erosionsrinnen, welche das Gebiet untergliedern, Zuflüsse und tritt bei Rougemont-le-Château auf das Plateau hinaus. Der Bach sorgt für die Entwässerung des Gebietes nach Süden über die Bourbeuse zur Allaine. Höchster Berg im Einzugsgebiet des Ruisseau de Saint-Nicolas ist der Baerenkopf, auf dessen Südflanke mit 1031 m die höchste Erhebung von Rougemont-le-Château erreicht wird. Im Westen wird das Tal von dessen nach Süden ausgreifendem Grat mit der Tête le Moine (790 m) begrenzt. Im Norden bildet die Kette mit der Montagne des Boulles (786 m) und dem Sudel (914 m) die Grenze zum Tal der Doller.
Zu Rougemont-le-Château gehören der Weiler Saint-Nicolas (537 m) am gleichnamigen Bach am Südfuß des Baerenkopf sowie einige Einzelhöfe. Nachbargemeinden von Rougemont-le-Château sind Masevaux-Niederbruck im Norden, Leval im Osten, Romagny-sous-Rougemont und Anjoutey im Süden sowie Étueffont und Lamadeleine-Val-des-Anges im Westen.

## Geschichte
Im abgeschiedenen Tal des Ruisseau de Saint-Nicolas wurde im 11. Jahrhundert das Priorat Saint-Nicolas gegründet, dessen Mönche nach den Regeln der Zisterzienser lebten. Gegen Ende des 12. Jahrhunderts ließ der damalige Graf von Ferrette auf einem Vorsprung (736 m) der Montagne des Boulles fast 300 m über der Ebene die Burg Rougemont erbauen, die zum Mittelpunkt einer Herrschaft wurde. Am Fuß des Berges entwickelte sich die Siedlung Rougemont, einst latinisiert Rubro Monte und Rubens Mons (in der Bedeutung von roter Berg, weil der in der Umgebung vorkommende Vogesensandstein eine rötliche Färbung aufweist). Dieser Ort wurde Mitte des 13. Jahrhunderts befestigt, und nahe beim Dorf wurde eine zweite Burg, das Château Bas, errichtet. Bei Gerhard Mercator erscheint der Ort auf einer Karte von 1585 als Rottenburg, der Weiler Saint-Nicolas als Sankt Claus.
Mitte des 14. Jahrhunderts gelangte die Herrschaft Rougemont unter die Oberhoheit der Habsburger der Linie Habsburg-Laufenburg. Mit dem Tod Johann IV. von Habsburg fiel die Herrschaft Rotenberg durch Heirat an Rudolf III. von Sulz aus dem Geschlecht der Grafen von Sulz. Die obere Burg wurde Ende des 14. Jahrhunderts vermutlich von Söldnern unter Enguerrand VII. de Coucy belagert und gebrandschatzt. Während des Dreißigjährigen Krieges wurde Rougemont verwüstet und das Priorat Saint-Nicolas zerstört. Zusammen mit dem Sundgau kamen Dorf und Herrschaft mit dem Westfälischen Frieden 1648 an die französische Krone. Seit 1793 gehörte Rougemont zum Département Haut-Rhin, verblieb jedoch 1871 als Teil des Territoire de Belfort im Gegensatz zum restlichen Elsass bei Frankreich, wobei es damals vom Kanton Masevaux abgetrennt wurde und zusammen mit den ebenfalls frankophonen Nachbargemeinden Leval, Petitefontaine und Romagny den neuen Kanton Rougemont-le-Château bildete.

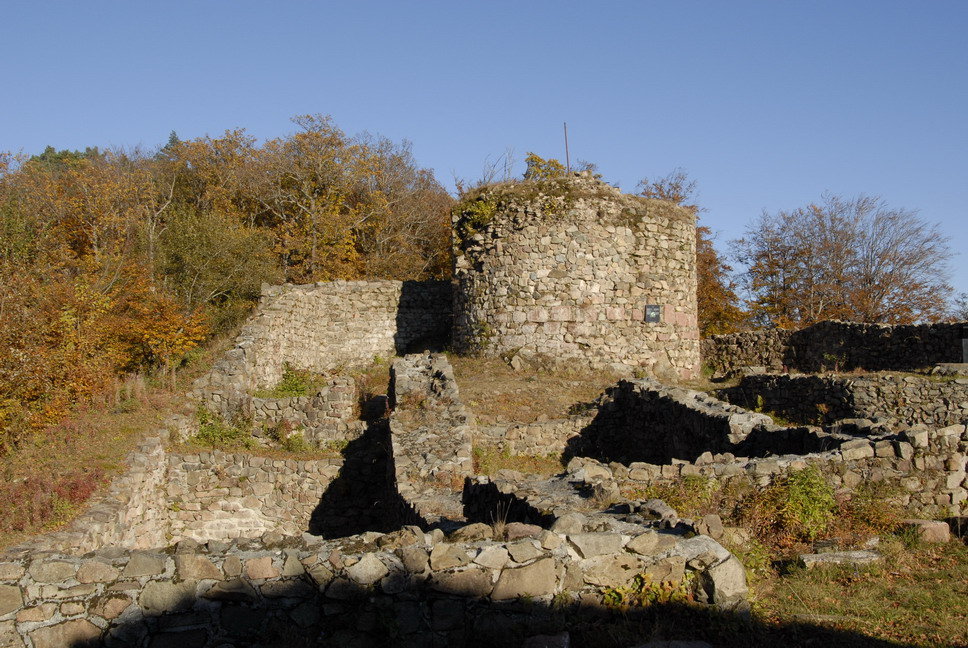
Reste des Château-Haut

Im Lauf der zweiten Hälfte des 19. Jahrhunderts vollzog sich die Entwicklung von der Agrargemeinde zu einem Industriestandort. In Rougemont siedelten sich Betriebe der Textilindustrie, der Metallverarbeitung (Schlossereien und Gießereien) und Ziegeleien an. Nachdem das Elsass an das Deutsche Reich gefallen war, erlebte Rougemont eine starke Zuwanderung durch frankophile Elsässer. Dies führte zu einem Anstieg der Einwohnerzahl von 1866 bis 1891 um mehr als 50 % auf 2300 Personen.
Um eine Verwechslung mit anderen gleichnamigen Gemeinden zu vermeiden, wurde Rougemont 1893 offiziell in Rougemont-le-Château umbenannt. Im Jahr 1913 wurde Rougemont durch eine Schmalspurbahnlinie, die über Les Errues nach Belfort führte, an das französische Eisenbahnnetz angebunden. Wenige Jahre vor dem Zweiten Weltkrieg wurde der Betrieb jedoch eingestellt. Heute ist Rougemont-le-Château mit 13 anderen Gemeinden zum Gemeindeverband Communauté de communes du Pays Sous Vosgien zusammengeschlossen.

## Sehenswürdigkeiten
Die Kirche Saint-Pierre wurde von 1852 bis 1868 im neugotischen Stil neu erbaut. Erhalten sind Überreste des Château-Bas und die Ruinen des Château-Haut bzw. der Burgruine Rotenberg aus dem 12. Jahrhundert, die ab 1981 restauriert wurden. Nahe dem Château-Haut befindet sich die Kapelle Sainte-Catherine (1876 erbaut) bei der gleichnamigen Quelle. Das heutige Konvent Saint-Nicolas mit seiner Kapelle stammt aus dem 19. Jahrhundert.
Siehe auch: Liste der Monuments historiques in Rougemont-le-Château

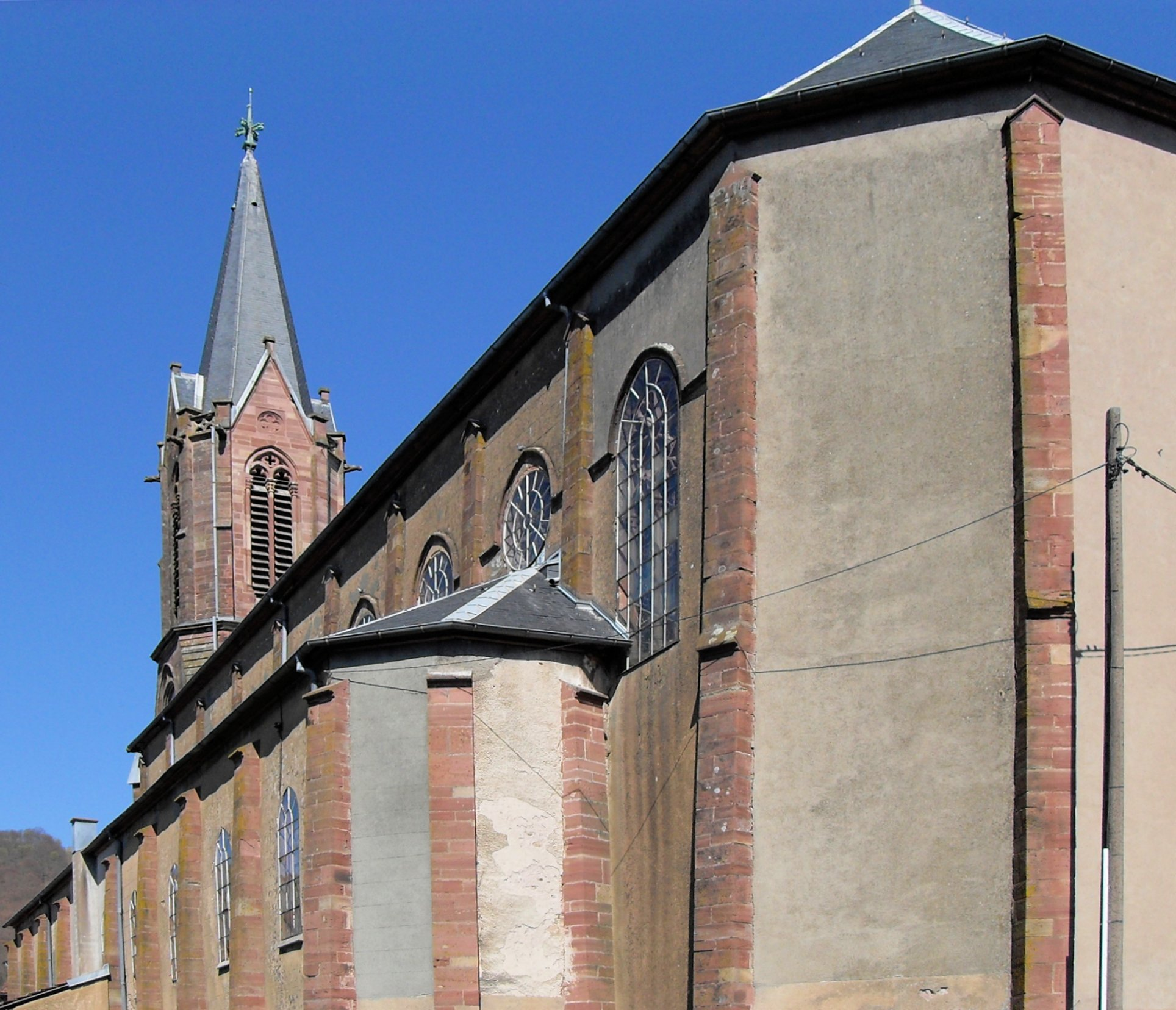
Kirche Saint-Pierre
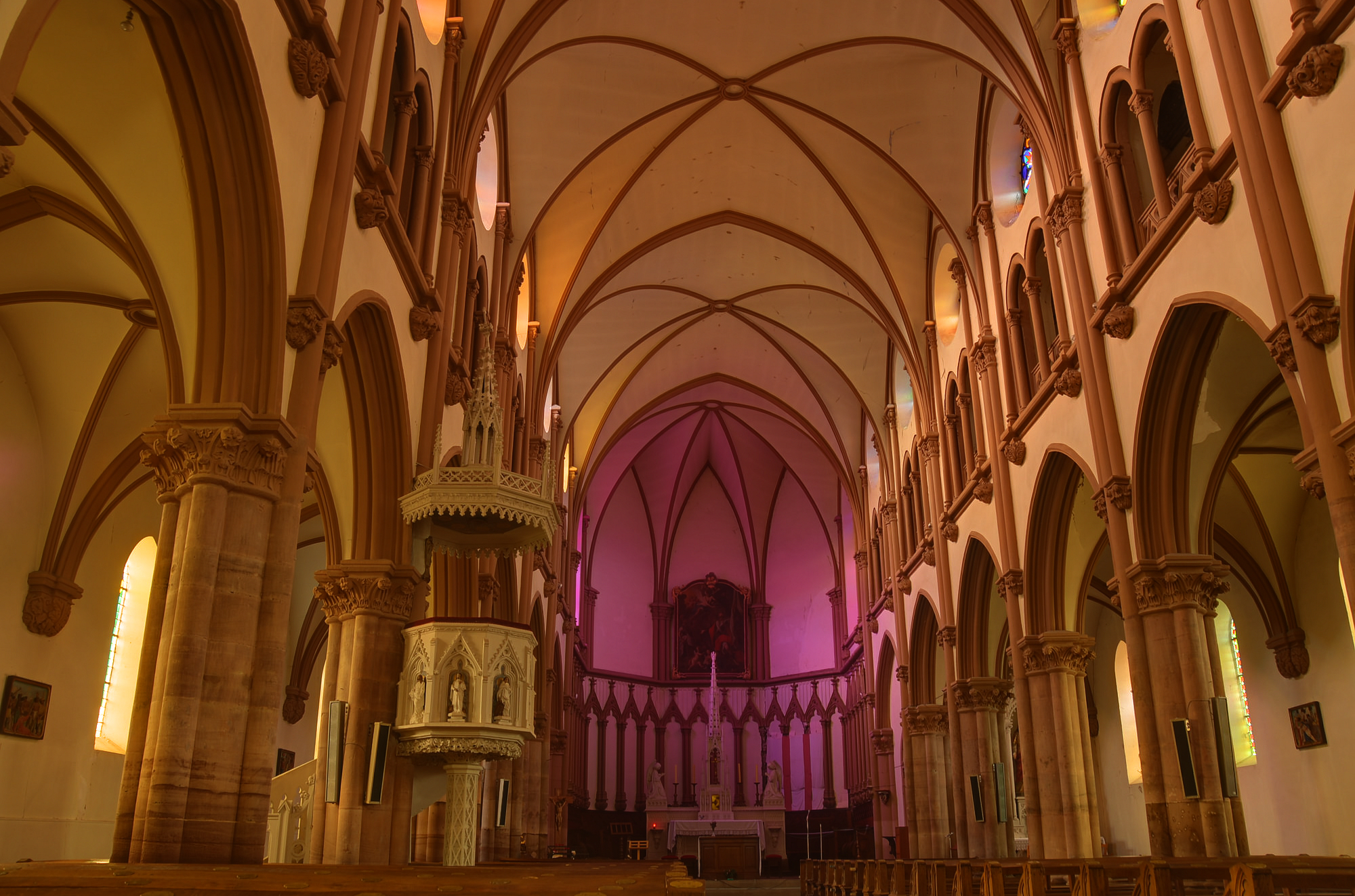
Innenraum der Kirche
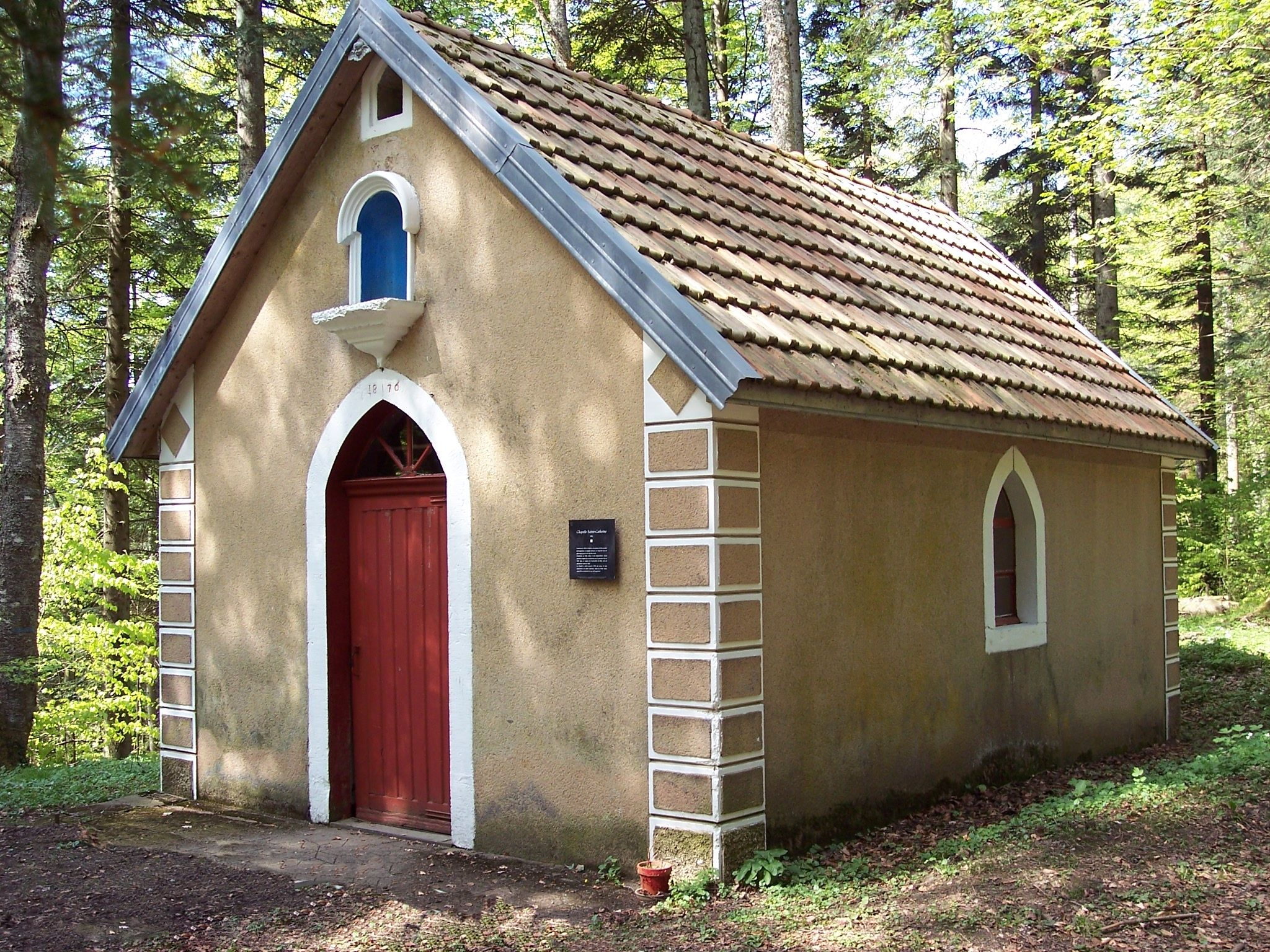
Kapelle Sainte-Catherine
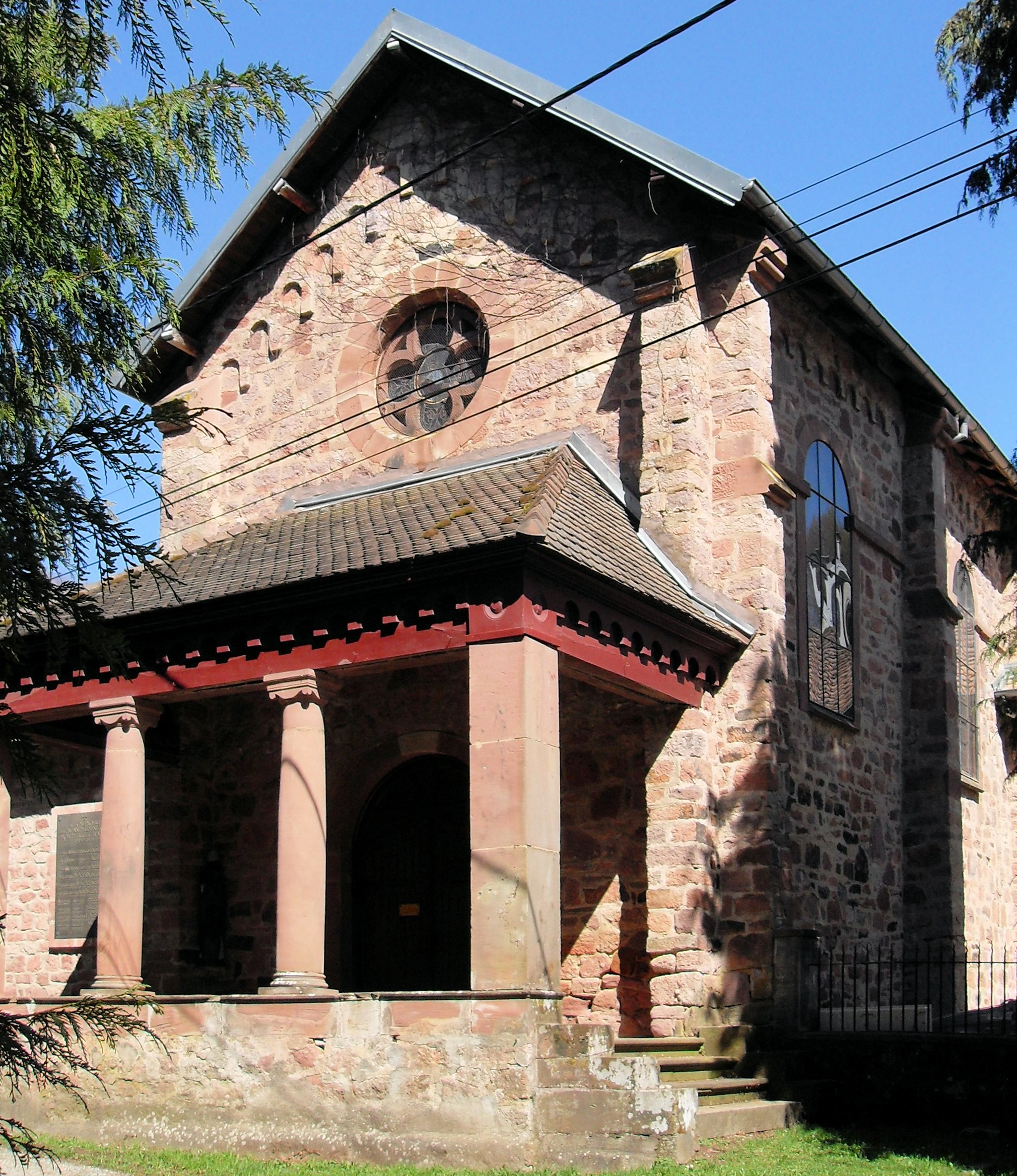
Saint-Nicolas, Westseite
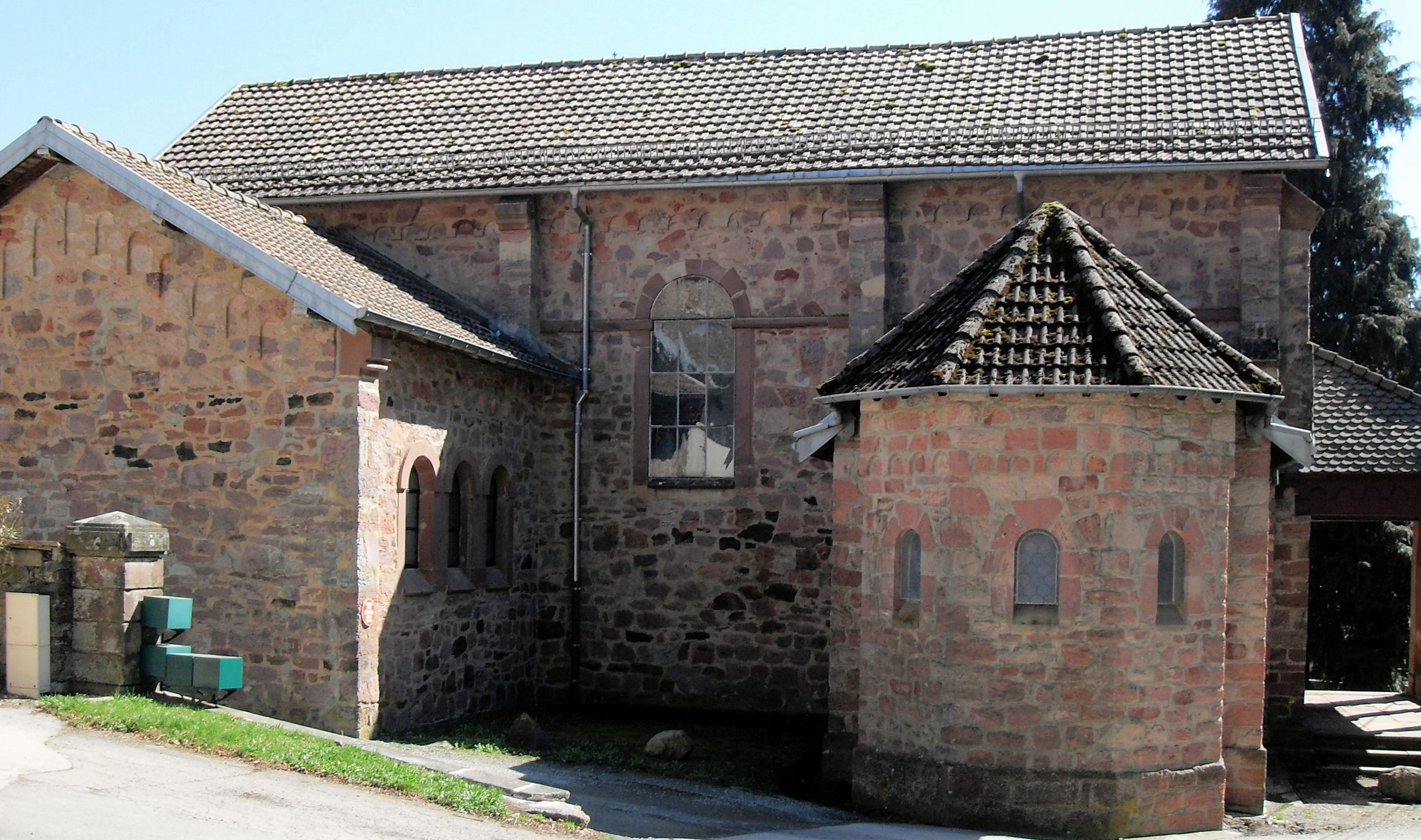
Saint-Nicolas, Nordseite

## Bevölkerung
| Jahr | Einwohner |
| ---- | --------- |
| 1962 | 1409      |
| 1968 | 1375      |
| 1975 | 1318      |
| 1982 | 1301      |
| 1990 | 1198      |
| 1999 | 1198      |

Mit 1481 Einwohnern (1. Januar 2022) gehört Rougemont-le-Château zu den kleineren Gemeinden des Département Territoire de Belfort. Nach starkem Wachstum Ende des 19. Jahrhunderts erreichte Rougemont-le-Château bereits um 1900 mit mehr als 2300 Einwohnern seinen bisherigen Höchststand. Danach nahm die Bevölkerungszahl bis 1990 kontinuierlich stark ab, wobei ein Rückgang um 50 % verzeichnet wurde. Erst in den letzten Jahren lässt sich wieder ein steigender Trend beobachten.

## Wirtschaft und Infrastruktur
Seit Mitte des 19. Jahrhunderts entwickelte sich Rougemont-le-Château zu einer industriell geprägten Gemeinde. Heute sind in der Gemeinde verschiedene Betriebe des Klein- und Mittelgewerbes ansässig, darunter Betriebe des Baugewerbes, mechanische Werkstätten und eine Firma der Filterherstellung. Ferner gibt es Geschäfte des Einzelhandels für den täglichen Bedarf. Viele Erwerbstätige sind auch Wegpendler, die in den Agglomerationen Belfort und Mülhausen ihrer Arbeit nachgehen. Rougemont-le-Château ist Standort eines Collège und eines medizinisch-pädagogischen Instituts.
Die Ortschaft liegt abseits der größeren Durchgangsachsen. Regionale Straßen verbinden Rougemont-le-Château mit Belfort, Masevaux, Giromagny und Lachapelle-sous-Rougemont. Der nächste Anschluss an die Autobahn A36 befindet sich in einer Entfernung von ungefähr neun Kilometern.

## Persönlichkeiten
- Marc-Antoine Berdolet (1740–1809), römisch-katholischer Geistlicher, Bischof von Aachen 1802–1809